# Heteronyx spretus
Heteronyx spretus är en skalbaggsart som beskrevs av Blackburn 1888. Heteronyx spretus ingår i släktet Heteronyx och familjen Melolonthidae. Inga underarter finns listade i Catalogue of Life.